# Northern Portrait
Northern Portrait ist eine dänische Indie-Pop-Band, die 2007 in Kopenhagen gegründet wurde. Bereits kurz darauf kam die Band bei dem in Santa Barbara beheimateten Indie-Label Matinée Records unter Vertrag, welches auch stilistisch verwandte Bands wie The Lucksmiths, Cats on Fire und Math and Physics Club im Repertoire führt. 2009 erschienenen die ersten beiden EPs The Fallen Aristocracy und Napoleon Sweetheart. Im selben Jahr trat die Band in Hamburg zum ersten Mal live auf.
Das 2010 veröffentlichte Debütalbum Criminal Art Lovers brachte der Band aufgrund der stimmlichen Ähnlichkeit des Sängers Stefan Larsen zu Morrissey zudem Vergleiche mit dessen früherer Band The Smiths ein. Im November 2010 kündigte die Band die Veröffentlichung einer neuen Single namens Pretty Decent Swimmers an.

## Diskografie

### Alben
- 2010: Criminal Art Lovers
- 2013: Ta!
- 2022: The Swiss Army

### Singles und EPs
- 2008: The Fallen Aristocracy EP
- 2008: Napoleon Sweetheart EP
- 2010: Life Returns to Normal (7")
- 2013: Pretty Decent Swimmers (10")